# Jean Jules Armand Colbert
Jean Jules Armand Colbert, Marqués de Blainville (* 17 de diciembre de 1663; † 13 de agosto de 1704 en Ulm) fue un noble francés, gran maestro de ceremonias y militar.

## Biografía
Colbert fue el cuarto hijo de Jean-Baptiste Colbert, marqués de Seignelay, y Marie Charron Menars. Al casarse con Gabrielle de Rochechouart-Morte, se convirtió en noble y ostentó el título de Marqués de Blainville.
Inicialmente, heredó el título de superintendente de edificios de su padre, aunque no le satisfizo, ya que se sentía atraído por la carrera militar. Rápidamente ascendió en el ejército de Luis XIV, convirtiéndose en Capitán en el Regimiento de Picardie (1683), Coronel del Regimiento de Foix (1684) y participó en la Guerra de Sucesión del Palatinado en 1688, tomando parte en la captura de Philippsburg, Mannheim y Frankenthal. Después de vender su título como superintendente, regresó a la Guerra de sucesión española en 1701 y participó en los asedios de Courtrai y Diksmuide. Luchó en Cochem y recibió un regimiento a su nombre, lo que lo llevó a servir en Alemania (1690).
Fue ascendido a Mariscal de Campo, luchó en el Mosela y comandó las tropas del Rin desde Rheinzabern hasta Lauterbourg, sirvió en el Mosa (1696), en Flandes (1697) y Landau (1699). Como gobernador militar interino, fue obligado a rendirse el 15 de junio de 1702, después de 59 días de combate abierto en el asedio de Kaiserswerth. El Conde de Nassau le otorgó condiciones honorables. Esta resistencia le valió el título de Teniente General.
Luego, sirvió en los Países Bajos, en el ejército del joven Duque de Borgoña y del Mariscal Boufflers. A partir de 1703, luchó en Baviera bajo el mando del Mariscal Villars. Participó en la Primera Batalla de Höchstädt, sirvió en el ejército del Elector de Baviera, combatió en 1704 junto al Mariscal Marsin y capturó la pequeña ciudad imperial de Giengen. Jean-Jules-Armand Colbert también luchó en la Segunda Batalla de Höchstädt, donde resultó gravemente herido el 13 de agosto y falleció ese mismo día.

## Iconografía
El retrato del marqués de Blainville fue pintado en 1690 por Hyacinthe Rigaud por 115 libras. Una copia del retrato fue realizada el mismo año por 69 libras.